# Мартыновка (Краснозоренский район)
Мартыновка — посёлок в Краснозоренском районе Орловской области России. Входит в состав Краснозоренского сельского поселения.

## География
Посёлок находится в восточной части Орловской области, в лесостепной зоне, в пределах центральной части Среднерусской возвышенности, к югу от автодороги 54К-6 и железнодорожной линии Верховье — Елец, на расстоянии примерно 3 километров (по прямой) к северо-западу от посёлка Красная Заря, административного центра района. Абсолютная высота — 224 метра над уровнем моря.

### Климат
Климат умеренно континентальный, с умеренно холодной продолжительной зимой и тёплым летом. Среднегодовая температура воздуха — 4,1 °C. Абсолютный минимум температуры воздуха самого холодного месяца (января) составляет −30,2 °C; абсолютный максимум самого тёплого месяца (июля) — 36,9 °C. Продолжительность периода активной вегетации растений колеблется от 135 до 145 дней. Среднегодовое количество атмосферных осадков составляет 500—537 мм, из которых большая часть выпадает в тёплый период.

### Часовой пояс
Посёлок Мартыновка, как и вся Орловская область, находится в часовой зоне МСК (московское время). Смещение применяемого времени относительно UTC составляет +3:00.

## Население
| 2010 |
| ---- |
| 7    |

### Половой состав
По данным Всероссийской переписи населения 2010 года в гендерной структуре населения мужчины составляли 42,9 %, женщины — соответственно 57,1 %.

### Национальный состав
Согласно результатам переписи 2002 года, в национальной структуре населения русские составляли 100 % из 6 чел.